# Courchapon
Courchapon é uma comuna francesa na região administrativa de Borgonha-Franco-Condado, no departamento de Doubs. Estende-se por uma área de 5,31 km². Em 2010 a comuna tinha 234 habitantes (densidade: 44,1 hab./km²).